# Kooyman Peak
Der Kooyman Peak ist ein 1630 m hoher Berg in der antarktischen Ross Dependency. In der Queen Elizabeth Range des Transantarktischen Gebirges ragt er aus dem Gebirgskamm unmittelbar südlich des Dorrer-Gletschers auf.
Der United States Geological Survey kartierte ihn anhand eigener Tellurometervermessungen und Luftaufnahmen der United States Navy aus den Jahren von 1960 bis 1962. Das Advisory Committee on Antarctic Names benannte ihn 1966 nach dem US-amerikanischen Biologen Gerald L. Kooyman, der im Rahmen des United States Antarctic Research Program in drei aufeinanderfolgenden antarktischen Sommerkampagnen zwischen 1961 und 1965 auf der McMurdo-Station tätig war.